# 九龍巴士96R線
九龍巴士96R線是香港一條來往鑽石山站和黃石碼頭的巴士路線，只在星期六、日、公眾假期及特定日子提供服務，屬旅遊路線。黃石碼頭位處的西貢北是屬於大埔區，在黃石碼頭旁有大埔區議會的標誌。

## 歷史
- 1990年8月5日：本線投入服務，來往彩虹臨時巴士總站及黃石碼頭，取代1982年1月3日起投入服務的93R線（彩虹來往北潭涌）及95R線（北潭涌來往海下／黃石碼頭），方便市民前往西貢北郊遊。[1]
- 1993年4月5日：九巴調整車費，全程收費由$7.5增至$8.7，加幅達16%。
- 1994年4月1日：九巴調整車費，加幅普遍超過一成，全程收費調高至$10，加幅接近15%。
- 1995年9月9日（中秋節）：增派空調巴士服務一天。
- 1996年9月8日：正式增設空調服務，空調巴士全程收費$15.9，非空調巴士則維持在$11.2。
- 1997年11月2日：九龍區總站延長至新落成的鑽石山站公共運輸交匯處。
- 1997年12月1日：九巴調整車費，全程收費增至$12（非空調）／$17（空調），加幅逾6%。
- 2001年8月26日：往黃石碼頭方向於利安道近順利消防局增設分站。[2]
- 2003年5月18日：改為全線空調服務，並降低全程及分段收費。
- 2008年6月8日：九巴調整車費，全程收費由$15.6增至$16.4，加幅逾5.1%。
- 2011年5月15日：九巴調整車費，全程收費由$16.4增至$17.3，加幅逾5.4%。
- 2013年3月17日：九巴調整車費，全程收費由$17.3增至$18，加幅逾4.1%。
- 2014年7月6日：九巴調整車費，全程收費由$18增至$18.7，加幅逾3.8%。
- 2015年9月5日：增設到站時間預報。[3]
- 2016年5月29日：在沒有乘客通告的情況下，部份班次以特快形式前往鑽石山站。
- 2017年10月8日：往黃石碼頭方向不再繞經新利街及利安道，並取消利安道近順利消防局的分站，以及黃石碼頭開出頭班車時間延至08:50。[4]
- 2019年5月31日：大網仔巴士站由大網仔停車場遷往大網仔路，以便使用載客量較高的雙層巴士[5]，並於2021年1月15日永久實施。
- 2020年2月29日：試行增設星期六服務[6]，並於2022年7月1日永久實行。[7]
- 2021年4月4日：九巴調整車費，全程收費由$18.7增至$20.3，加幅逾8.5%。
- 2022年7月1日：由鑽石山站開出之尾班車時間提早至17:00並調整班次。
- 2023年6月18日：全程成人車費加至$21.2，加幅逾4.4%。

## 服務時間及班次
| 鑽石山站開       | 鑽石山站開  | 鑽石山站開   | 黃石碼頭開       | 黃石碼頭開  | 黃石碼頭開   |
| 日期             | 服務時間    | 班次（分鐘） | 日期             | 服務時間    | 班次（分鐘） |
| ---------------- | ----------- | ------------ | ---------------- | ----------- | ------------ |
| 星期六           | 07:30-17:00 | 30           | 星期六           | 08:50-18:50 | 30           |
|                  |             |              | 星期六           | 18:50-19:30 | 20           |
| 星期日及公眾假期 | 07:30-09:36 | 18           | 星期日及公眾假期 | 08:50-11:50 | 20           |
| 星期日及公眾假期 | 10:00       | 10:00        | 星期日及公眾假期 | 11:50-12:40 | 25           |
| 星期日及公眾假期 | 10:30-17:00 | 30           | 星期日及公眾假期 | 12:40-15:00 | 20           |
|                  |             |              | 星期日及公眾假期 | 15:00-18:00 | 18           |
| 18:20            |             |              | 星期日及公眾假期 |             |              |
| 18:40-19:30      | 25          |              | 星期日及公眾假期 |             |              |

- 只在星期六、日及公眾假期行走（農曆年初一除外），星期一至五不設服務（公眾假期除外）。
- 在樂施毅行者比賽當日，即使不是星期六及公眾假期，此路線亦會提供特別服務以供參賽者前往北澤涌起點，有關該項特別服務的班次，請參閱乘客通告。
- 若天氣欠佳，服務或會在短時間通知後暫停或縮減班次；假如天氣進一步惡化，服務將會在未能預先通知下即時停止。
- 如需於平日來往鑽石山及北潭涌、黃石碼頭，或不欲付出昂貴的車費（九巴月票或$2.0票價優惠之受惠人士除外），可選擇乘搭92線到西貢，然後轉乘94線，車費只需$14.4（$7.2+$7.2），遠較此路線（$20.3）便宜。[8]
- 會因應需求而加密班次。

## 收費
全程：$21.2
- 西貢往黃石碼頭：$15.8
- 大網仔往黃石碼頭：$10.9
- 北潭涌往黃石碼頭：$7.8
- 北潭涌往鑽石山站：$19.9
- 大網仔往鑽石山站：$17.2
- 西貢往鑽石山站：$13.2

| - 本線設有12歲以下小童及65歲或以上長者半價優惠。 - 65歲或以上香港居民使用「樂悠咭」，以及12歲以下合資格殘疾兒童使用「殘疾人士身份」個人八達通繳付車資，均可享有每程$2.0或半價（以較低者為準）的票價優惠；12至64歲合資格殘疾人士使用「殘疾人士身份」個人八達通（包括「樂悠咭」），以及60至64歲香港居民使用「樂悠咭」繳付車資，均可享有每程$2.0或全費（以較低者為準）的票價優惠。 - 65歲或以上長者如使用長者或一般個人八達通繳付車資，則只可享有半價優惠；12至64歲合資格殘疾人士如不使用「殘疾人士身份」個人八達通，以及60至64歲人士如不使用「樂悠咭」繳付車資，必須繳付全費。 - 乘客可以現金或八達通於上車時付款，不設找續。 - 每位成人乘客可免費攜帶最多兩名4歲以下而不佔座位的兒童乘客乘車，超額之4歲以下小童必須繳付小童車費乘車。 - 持有「九巴月票」之乘客在車票有效期內，每日可享最多10程任何九龍巴士及龍運巴士路線（包括本路線，以及聯營路線的九龍巴士／龍運巴士提供的班次；惟乘搭機場「A」及「NA」線則可享原價二七折優惠（不會計算每天10次合資格車程））；而B1線則每日可享最多各2程（不會計算每天10次合資格車程）。 - 九龍巴士、城巴、龍運巴士及陽光巴士全職員工及家屬（不包括外判職員）可免費乘搭本路線，惟必須拍職員或職員家屬八達通。 - 乘客亦可透過多元化電子支付系統（e度嘟）繳付車資，包括使用非接觸式VISA卡、JCB卡、萬事達卡、銀聯卡、美國運通、大來國際、Discover Card、Apple Pay、Google Pay、Samsung Pay、AlipayHK「易乘碼」、支付寶、WeChatHK／微信支付「搭車碼」、銀聯雲閃付「乘車碼」及BOC Pay「乘車碼」。乘客使用此付款方式，使用此支付方式的乘客可享有中途下車之分段收費，以及與其他九巴／龍運獨營路線或聯營線九巴／龍運班次之轉乘優惠，惟不適用於與非九巴／龍運路線之轉乘優惠，亦不能享有「公共交通費用補貼計劃」及「長者及合資格殘疾人士公共交通票價優惠計劃」。 |

## 用車
本線由九龍灣車廠負責派車10部。儘管九龍灣車廠現時能容納12.8米巴士，然而西貢半島的路況卻不許12.8米巴士行走，因此在本線提供服務的日子，只能使用不長於12米的中軸驅動雙層巴士。
開辦初期，以丹尼士喝采巴士（N）為主力，該型號巴士於1990年代末進入退役期，本線逐步更換派車和加強空調服務，主要用車為利蘭奧林比安9.5米（BL）、都城嘉慕9.7米（M）和丹尼士統治者（DM）非空調巴士，以及丹尼士巨龍9.9米（ADS）空調巴士。
由於九巴不再增購10米以下的非空調巴士，而擁有適合長度的空調巴士亦只有丹尼士巨龍9.9米，故從2003年改為全線空調服務起，該型號已成為本線指定用車。雖然受黃石碼頭總站面積所限，但由於大網仔停車場也不能容納12米巴士行走本線，再加上丹尼士巨龍9.9米（ADS）陸續於2014年2月起退役後而面臨車荒，本線於同年4月起逐步改用富豪奧林比安11米(AV)；另外，2003年5月18日起，當局容許低地台空調巴士行走本線，主力為富豪超級奧林比安10.6米（ASV）和丹尼士三叉戟三型10.6米（ATS），間中亦會出現亞歷山大丹尼士Enviro 400(ATSE)。
2016年5月29日起，由黃石碼頭開出的部份班次會以特快形式前往鑽石山站，以疏導前往西貢北郊遊的市民，與92線共同提供連接西貢與九龍東的特快服務，及減輕94線的負擔。
2010年代後期，隨着黃石碼頭總站條件改善，九巴開始派出12米中軸驅動的巴士行走。2019年6月2日，九龍灣車廠首次派出亞歷山大丹尼士Enviro 500MMC12米(ATENU)行走此線，及後更全線改派此車型以疏導人潮。2021年10月3日，本線獲機構贊助免費乘車，九龍灣車廠及原本不負責本線派車的荔枝角車廠一同派出大量用車支援本線。

## 行車路線
鑽石山站開經：龍蟠街、大磡道、上元街、鳳德道、迴旋處、斧山道、天橋、彩虹道、彩虹巴士總站、彩虹道、天橋、斧山道、迴旋處、斧山道、龍翔道、清水灣道、新清水灣道、清水灣道、西貢公路、新西貢公路、西貢公路、普通道、福民路、西貢公共運輸交匯處、惠民路、福民路、普通道、大網仔路及北潭路。
黃石碼頭開經：北潭路、大網仔路、普通道、美裕街、西貢北公共運輸交匯處、美裕街、普通道、西貢公路、清水灣道、龍翔道、彩虹道、天橋、斧山道、鳳德道及龍蟠街。

### 沿線車站
| 鑽石山站開 | 鑽石山站開                     | 鑽石山站開             | 黃石碼頭開 | 黃石碼頭開                       | 黃石碼頭開             |
| 序號       | 車站名稱                       | 位置                   | 序號       | 車站名稱                         | 位置                   |
| ---------- | ------------------------------ | ---------------------- | ---------- | -------------------------------- | ---------------------- |
| 1          | 鑽石山站巴士總站               | 鑽石山站公共運輸交匯處 | 1          | 黃石碼頭巴士總站                 | 黃石碼頭巴士總站       |
| 2          | 志蓮淨苑                       | 鳳德道                 | 2          | 高塘下洋                         | 北潭路                 |
| 3          | 彩虹轉車站－彩虹邨碧海樓（M2） | 彩虹道                 | 3          | 高塘                             | 北潭路                 |
| 4          | 牛池灣轉車站－牛池灣村（G4）   | 龍翔道                 | 4          | 土瓜坪                           | 北潭路                 |
| 5          | 彩雲邨白虹樓                   | 新清水灣道             | 5          | 北潭凹                           | 北潭路                 |
| 6          | 基順學校                       | 新清水灣道             | 6          | 北潭凹管理站                     | 北潭路                 |
| 7          | 安達臣道                       | 清水灣道               | 7          | 麥理浩夫人渡假村                 | 北潭路                 |
| 8          | 騰龍台                         | 清水灣道               | 8          | 鯽魚湖                           | 北潭路                 |
| 9          | 井欄樹                         | 清水灣道               | 9          | 上窰                             | 大網仔路               |
| 10         | 白石窩                         | 清水灣道               | 10         | 北潭涌                           | 北潭涌巴士總站         |
| 11         | 壁屋                           | 清水灣道               | 11         | 黃麖地                           | 大網仔路               |
| 12         | 打鼓嶺新村                     | 清水灣道               | 12         | 斬竹灣                           | 大網仔路               |
| 13         | 鄭植之中學                     | 西貢公路               | 13         | 西貢戶外訓練營                   | 大網仔路               |
| 14         | 窩美                           | 新西貢公路             | 14         | 大網仔新村                       | 大網仔路               |
| 15         | 南邊圍                         | 西貢公路               | 15         | 大網仔                           | 大網仔路               |
| 16         | 蠔涌                           | 西貢公路               | 16         | 亞公灣                           | 大網仔路               |
| 17         | 北圍                           | 西貢公路               | 17         | 鳳秀路                           | 大網仔路               |
| 18         | 漁民新村                       | 西貢公路               | 18         | 早禾坑                           | 大網仔路               |
| 19         | 白沙灣                         | 西貢公路               | 19         | 黃竹灣                           | 大網仔路               |
| 20         | 白沙臺                         | 西貢公路               | 20         | 麥邊                             | 大網仔路               |
| 21         | 大涌口                         | 西貢公路               | 21         | 大環                             | 大網仔路               |
| 22         | 北港                           | 西貢公路               | 22         | 木棉山                           | 大網仔路               |
| 23         | 菠蘿輋                         | 西貢公路               | 23         | 沙角尾                           | 大網仔路               |
| 24         | 翠塘花園                       | 西貢公路               | 24         | 西貢 (北)                        | 西貢北公共運輸交匯處   |
| 25         | 西貢大會堂                     | 普通道                 | 25         | 西貢大會堂                       | 普通道                 |
| 26         | 西貢警署                       | 福民路                 | 26         | 翠塘花園                         | 西貢公路               |
| 27         | 西貢                           | 西貢公共運輸交匯處     | 27         | 菠蘿輋                           | 西貢公路               |
| 28         | 沙角尾                         | 大網仔路               | 28         | 北港                             | 西貢公路               |
| 29         | 木棉山                         | 大網仔路               | 29         | 大涌口                           | 西貢公路               |
| 30         | 大環                           | 大網仔路               | 30         | 白沙臺                           | 西貢公路               |
| 31         | 麥邊                           | 大網仔路               | 31         | 白沙灣                           | 西貢公路               |
| 32         | 黃竹灣                         | 大網仔路               | 32         | 漁民新村                         | 西貢公路               |
| 33         | 早禾坑                         | 大網仔路               | 33         | 北圍                             | 西貢公路               |
| 34         | 鳳秀路                         | 大網仔路               | 34         | 匡湖居                           | 西貢公路               |
| 35         | 亞公灣                         | 大網仔路               | 35         | 南邊圍                           | 西貢公路               |
| 36         | 大網仔                         | 大網仔路               | 36         | 響鐘村                           | 西貢公路               |
| 37         | 大網仔新村                     | 大網仔路               | 37         | 窩美                             | 西貢公路               |
| 38         | 西貢戶外訓練營                 | 大網仔路               | 38         | 南圍                             | 西貢公路               |
| 39         | 斬竹灣                         | 大網仔路               | 39         | 鄭植之中學                       | 西貢公路天橋           |
| 40         | 黃麖地                         | 大網仔路               | 40         | 打鼓嶺新村                       | 清水灣道               |
| 41         | 北潭涌                         | 北潭涌巴士總站         | 41         | 壁屋                             | 清水灣道               |
| 42         | 上窰                           | 大網仔路               | 42         | 白石窩                           | 清水灣道               |
| 43         | 鯽魚湖                         | 北潭路                 | 43         | 井欄樹                           | 清水灣道               |
| 44         | 麥理浩夫人渡假村               | 北潭路                 | 44         | 龍窩村                           | 清水灣道               |
| 45         | 北潭凹管理站                   | 北潭路                 | 45         | 安達臣道                         | 清水灣道               |
| 46         | 北潭凹                         | 北潭路                 | 46         | 彩雲邨白虹樓                     | 新清水灣道             |
| 47         | 屋頭                           | 北潭路                 | 47         | 牛池灣轉車站－彩虹站（K2）       | 坪石公共運輸交匯處     |
| 48         | 高塘                           | 北潭路                 | 48         | 牛池灣轉車站－彩虹邨紅萼樓（H3） | 龍翔道                 |
| 49         | 大灘                           | 北潭路                 | 49         | 彩虹轉車站－彩虹邨錦雲樓（P2）   | 龍翔道                 |
| 50         | 大灘燒烤場                     | 北潭路                 | 50         | 志蓮淨苑                         | 鳳德道                 |
| 51         | 黃石碼頭巴士總站               | 黃石碼頭巴士總站       | 51         | 鑽石山站巴士總站                 | 鑽石山站公共運輸交匯處 |

## 營運狀況
此線是最直接來往九龍及西貢北潭涌及黃石碼頭的途徑，免卻了在西貢轉車的不便，而假日前往西貢的乘客大多是前往該處遠足，或是前往黃石碼頭乘搭街渡前往高流灣及塔門，極具吸引力，因此客量一直處於高位，經常頂閘。

## 相關事件
- 2021年10月3日：九巴與本地虛擬銀行WeLab Bank（「匯立銀行」）合作，舉辦免費乘車日，當日乘客可全日無限次免費乘搭此路線。當天此路線於鑽石山站巴士總站改於可容納兩行巴士的行車通道（即現有的82P、82X、84M、85M、286M巴士站）開出。九巴預料此路線當日客流量較大，便使用車海戰術，共派出了超過50輛雙層巴士行走此路線，平均3-5分鐘開出一班車，惟客滿情況仍不時出現。

- 2021年12月23日，九巴宣佈聯乘本地初創保險公司VAS微保險在2021年12月26日舉辦「免費乘車旅遊日」，本線當天可以免費乘車。可以進行一天聖誕郊遊。

## 外部連結
- 九巴 96R 線 （页面存档备份，存于）
- 九巴96R線詳細時間表 （页面存档备份，存于）
- 九巴 96R 線－i-busnet.com （页面存档备份，存于）
- 九巴 96R 線－681巴士總站 （页面存档备份，存于）